# Goya Toledo
Goya Toledo (ur. 24 września 1969 w Arrecife na Lanzarote) – hiszpańska aktorka pracująca w Meksyku.

## Wybrana filmografia
- 2000: Obca w Wiedniu jako Mercedes
- 2000: Amores perros jako Valeria
- 2003: Od słów do śmierci jako Laura